# Nageia
Classification phylogénétique
Nageia est un genre botanique appartenant à la famille des Podocarpaceae. Les espèces sont des conifères, des arbrisseaux et des arbres à feuilles persistantes, qui peuvent atteindre une hauteur de 1 à 54 m.

## Description
Les Nageia sont des plantes ligneuses. La ramification est irrégulière. L'écorce fine et dure pèle souvent avec des plaques semblables à des écailles.
Les feuilles sont simples et plates. La phyllotaxie ou la disposition des feuilles peut être spirale ou sous-opposée et presque en décussation. Les pétioles des feuilles sont souvent tordus de sorte que les feuilles forment un plan plat autour de la pousse. La lame du limbe est elliptique, ovale-elliptique ou lancéolée. La taille varie de 5 à 20 cm de long et 2 à 6 cm de large. Les feuilles juvéniles ont la même forme que les feuilles adultes, mais peuvent être plus grandes ou plus petites selon les espèces. Les feuilles ont plusieurs veines longitudinales parallèles convergeant vers les extrémités. Les stomates peuvent être trouvés sur les deux surfaces de la feuille ou seulement sur l'abaxial ou le dessous. La surface de la feuille est coriace.
Les Nageia sont généralement dioïques, avec des cônes de pollen mâles et des cônes de graines femelles portés sur des plants individuels distincts, mais peuvent parfois être monoïques. Les cônes sont pédonculés et se développent à partir de bourgeons axillaires.
Les cônes de pollen sont longs et de forme ovoïde-cylindrique. Ils peuvent être solitaires ou se développer en petits groupes de deux à six cônes. Chaque cône pollinique possède de nombreuses microsporophylles insérées en spirale. Les microsprophylles peuvent être de forme triangulaire ou apiculée. Chacun d'entre eux a deux sacs de pollen basales avec du pollen de bisaccate.
Les cônes de graines sont solitaires et ont de longs pédoncules. Ils ont plusieurs écailles stériles et une ou rarement deux écailles fertiles, chaque écaille fertile avec une graine produit un ovule. Selon l'espèce, au fur et à mesure que le cône mûrit, les écailles stériles peuvent fusionner et devenir charnues comme dans le Podocarpus étroitement apparenté, ou bien elles peuvent flétrir. Une partie de l'écaille conique supportant l'ovule se développe en une enveloppe charnue ressemblant à la drupe connue sous le nom d'epimatium. Les parties charnues des cônes attirent les oiseaux, qui dispersent ensuite les graines dans leurs fientes.
Les espèces de Nageia se distinguent des Podocarpus semblables et des autres genres chez les Podocarpaceae par leurs larges feuilles plates et en sous-opposition sans nervure médiane, superficiellement semblables à celles des Agathis (Araucariaceae) non apparentées. Nageia est le seul genre de Podocarpaceae à feuilles multi-veinées.

## Répartition
Nageia se trouve dans les forêts décidues humides tropicales et subtropicales d'Asie et de l'Australasien, de l'Assam à l'est de l'Inde à travers l'Asie du Sud-Est jusqu'au sud de la Chine et au sud du Japon, et à travers la Malaisie, de la péninsule malaise par l'Indonésie jusqu'à la Nouvelle-Guinée et la Nouvelle-Bretagne. On a trouvé N. wallichiana dans les forêts pluviales de montagne des Ghats occidentaux du Sud, où il s'agit d'une colonisation récente.
Nageia, comme beaucoup de Podocarpus, peut généralement être trouvé dispersé dans la forêt mélangée avec d'autres arbres, et est rarement, voire jamais, en croissance dans des peuplements purs. Le bois est jaunâtre, quelques espèces sont localement importantes pour le bois de matériau.

## Espèce
Le genre comprend cinq espèces, : 
1. Nageia fleuryi - sud de la Chine, est de l'Indochine
2. Nageia maxima - Sarawak
3. Nageia motleyi - sud de la Thaïlande, ouest de la Malaise, Bornéo, Sumatra
4. Nageia nagi - sud de la Chine (dont le Hainan), Kyushu au Japon, Taiwan
5. Nageia wallichiana - sud-ouest de l'Inde; répandu dans l'Assam et du Yunnan aux Moluques

Changements
Plus récemment, plusieurs espèces anciennement classées comme Nageia ont été déplacées vers le nouveau genre Retrophyllum, tandis que Nageia falcata et Nageia mannii ont été déplacées vers le nouveau genre Afrocarpus.
D'autres espèces ont été déplacées vers les genres : Acmopyle, Afrocarpus, Amentotaxus, Cephalotaxus, Dacrycarpus, Dacrydium, Falcatifolium, Madhuca, Parasitaxus, Podocarpus, Prumnopitys, Putranjiva, Retrophyllum, Sundacarpus.

## Source de la traduction
- (en) Cet article est partiellement ou en totalité issu de l’article de Wikipédia en anglais intitulé « Nageia » (voir la liste des auteurs).